# Glory Alozie
Glory Alozie Oluchi (Amator, Nigeria, 30 de diciembre de 1977) es una exatleta española de origen nigeriano. Estaba especializada en los 100 metros vallas, prueba en la que poseyó el récord de África con 12.44.
Alozie logró convertirse en campeona juvenil en 1986 compitiendo por Nigeria, y más tarde logró convertirse en la campeona de África en su especialidad. Sus mayores logros se produjeron en el Campeonato Mundial de Atletismo de 1999 y en los Juegos Olímpicos de Sídney 2000, con sendas medallas de plata en los 100 metros vallas.
El 6 de julio de 2001 Alozie adquirió la nacionalidad española. A partir de ese año comenzó a competir con ese país, con el cual logró la medalla de oro en el Campeonato Europeo de Atletismo de 2002. En campeonatos nacionales ha competido habitualmente con el equipo Valencia Terra i Mar.

## Competiciones internacionales
| Representando a Nigeria \| Año \| Competición \| Sede \| Puesto \| Prueba \| Marca \| \| ---- \| -------------------------------------- \| ------------- \| ---------------- \| ------- \| ----- \| \| 1995 \| Campeonato de África sub-20 \| Bouaké \| Medalla de plata \| 100 m v \| 14.21 \| \| 1996 \| Campeonato de África \| Yaundé \| Medalla de oro \| 100 m v \| 13.62 \| \| 1996 \| Campeonato Mundial sub-20 \| Sídney \| Medalla de plata \| 100 m v \| 13.30 \| \| 1998 \| Campeonato de África \| Dakar \| Medalla de oro \| 100 m v \| 12.77 \| \| 1998 \| Copa del Mundo \| Johannesburgo \| [n 1] \| 100 m v \| 12.58 \| \| 1999 \| Campeonato del Mundo en Pista Cubierta \| Maebashi \| Medalla de plata \| 60 m v \| 7.87 \| \| 1999 \| Campeonato del Mundo \| Sevilla \| Medalla de plata \| 100 m v \| 12.44 \| \| 2000 \| Campeonato de África \| Argel \| Medalla de oro \| 100 m v \| 13.09 \| \| 2000 \| Juegos Olímpicos \| Sídney \| Medalla de plata \| 100 m v \| 12.68 \| | Representando a Nigeria \| Año \| Competición \| Sede \| Puesto \| Prueba \| Marca \| \| ---- \| -------------------------------------- \| ------------- \| ---------------- \| ------- \| ----- \| \| 1995 \| Campeonato de África sub-20 \| Bouaké \| Medalla de plata \| 100 m v \| 14.21 \| \| 1996 \| Campeonato de África \| Yaundé \| Medalla de oro \| 100 m v \| 13.62 \| \| 1996 \| Campeonato Mundial sub-20 \| Sídney \| Medalla de plata \| 100 m v \| 13.30 \| \| 1998 \| Campeonato de África \| Dakar \| Medalla de oro \| 100 m v \| 12.77 \| \| 1998 \| Copa del Mundo \| Johannesburgo \| [n 1] \| 100 m v \| 12.58 \| \| 1999 \| Campeonato del Mundo en Pista Cubierta \| Maebashi \| Medalla de plata \| 60 m v \| 7.87 \| \| 1999 \| Campeonato del Mundo \| Sevilla \| Medalla de plata \| 100 m v \| 12.44 \| \| 2000 \| Campeonato de África \| Argel \| Medalla de oro \| 100 m v \| 13.09 \| \| 2000 \| Juegos Olímpicos \| Sídney \| Medalla de plata \| 100 m v \| 12.68 \| | Representando a Nigeria \| Año \| Competición \| Sede \| Puesto \| Prueba \| Marca \| \| ---- \| -------------------------------------- \| ------------- \| ---------------- \| ------- \| ----- \| \| 1995 \| Campeonato de África sub-20 \| Bouaké \| Medalla de plata \| 100 m v \| 14.21 \| \| 1996 \| Campeonato de África \| Yaundé \| Medalla de oro \| 100 m v \| 13.62 \| \| 1996 \| Campeonato Mundial sub-20 \| Sídney \| Medalla de plata \| 100 m v \| 13.30 \| \| 1998 \| Campeonato de África \| Dakar \| Medalla de oro \| 100 m v \| 12.77 \| \| 1998 \| Copa del Mundo \| Johannesburgo \| [n 1] \| 100 m v \| 12.58 \| \| 1999 \| Campeonato del Mundo en Pista Cubierta \| Maebashi \| Medalla de plata \| 60 m v \| 7.87 \| \| 1999 \| Campeonato del Mundo \| Sevilla \| Medalla de plata \| 100 m v \| 12.44 \| \| 2000 \| Campeonato de África \| Argel \| Medalla de oro \| 100 m v \| 13.09 \| \| 2000 \| Juegos Olímpicos \| Sídney \| Medalla de plata \| 100 m v \| 12.68 \| | Representando a Nigeria \| Año \| Competición \| Sede \| Puesto \| Prueba \| Marca \| \| ---- \| -------------------------------------- \| ------------- \| ---------------- \| ------- \| ----- \| \| 1995 \| Campeonato de África sub-20 \| Bouaké \| Medalla de plata \| 100 m v \| 14.21 \| \| 1996 \| Campeonato de África \| Yaundé \| Medalla de oro \| 100 m v \| 13.62 \| \| 1996 \| Campeonato Mundial sub-20 \| Sídney \| Medalla de plata \| 100 m v \| 13.30 \| \| 1998 \| Campeonato de África \| Dakar \| Medalla de oro \| 100 m v \| 12.77 \| \| 1998 \| Copa del Mundo \| Johannesburgo \| [n 1] \| 100 m v \| 12.58 \| \| 1999 \| Campeonato del Mundo en Pista Cubierta \| Maebashi \| Medalla de plata \| 60 m v \| 7.87 \| \| 1999 \| Campeonato del Mundo \| Sevilla \| Medalla de plata \| 100 m v \| 12.44 \| \| 2000 \| Campeonato de África \| Argel \| Medalla de oro \| 100 m v \| 13.09 \| \| 2000 \| Juegos Olímpicos \| Sídney \| Medalla de plata \| 100 m v \| 12.68 \| | Representando a Nigeria \| Año \| Competición \| Sede \| Puesto \| Prueba \| Marca \| \| ---- \| -------------------------------------- \| ------------- \| ---------------- \| ------- \| ----- \| \| 1995 \| Campeonato de África sub-20 \| Bouaké \| Medalla de plata \| 100 m v \| 14.21 \| \| 1996 \| Campeonato de África \| Yaundé \| Medalla de oro \| 100 m v \| 13.62 \| \| 1996 \| Campeonato Mundial sub-20 \| Sídney \| Medalla de plata \| 100 m v \| 13.30 \| \| 1998 \| Campeonato de África \| Dakar \| Medalla de oro \| 100 m v \| 12.77 \| \| 1998 \| Copa del Mundo \| Johannesburgo \| [n 1] \| 100 m v \| 12.58 \| \| 1999 \| Campeonato del Mundo en Pista Cubierta \| Maebashi \| Medalla de plata \| 60 m v \| 7.87 \| \| 1999 \| Campeonato del Mundo \| Sevilla \| Medalla de plata \| 100 m v \| 12.44 \| \| 2000 \| Campeonato de África \| Argel \| Medalla de oro \| 100 m v \| 13.09 \| \| 2000 \| Juegos Olímpicos \| Sídney \| Medalla de plata \| 100 m v \| 12.68 \| | Representando a Nigeria \| Año \| Competición \| Sede \| Puesto \| Prueba \| Marca \| \| ---- \| -------------------------------------- \| ------------- \| ---------------- \| ------- \| ----- \| \| 1995 \| Campeonato de África sub-20 \| Bouaké \| Medalla de plata \| 100 m v \| 14.21 \| \| 1996 \| Campeonato de África \| Yaundé \| Medalla de oro \| 100 m v \| 13.62 \| \| 1996 \| Campeonato Mundial sub-20 \| Sídney \| Medalla de plata \| 100 m v \| 13.30 \| \| 1998 \| Campeonato de África \| Dakar \| Medalla de oro \| 100 m v \| 12.77 \| \| 1998 \| Copa del Mundo \| Johannesburgo \| [n 1] \| 100 m v \| 12.58 \| \| 1999 \| Campeonato del Mundo en Pista Cubierta \| Maebashi \| Medalla de plata \| 60 m v \| 7.87 \| \| 1999 \| Campeonato del Mundo \| Sevilla \| Medalla de plata \| 100 m v \| 12.44 \| \| 2000 \| Campeonato de África \| Argel \| Medalla de oro \| 100 m v \| 13.09 \| \| 2000 \| Juegos Olímpicos \| Sídney \| Medalla de plata \| 100 m v \| 12.68 \| |
| Año | Competición | Sede | Puesto | Prueba | Marca |
| --- | --- | --- | --- | --- | --- |
| 1995 | Campeonato de África sub-20 | Bouaké | Medalla de plata | 100 m v | 14.21 |
| 1996 | Campeonato de África | Yaundé | Medalla de oro | 100 m v | 13.62 |
| 1996 | Campeonato Mundial sub-20 | Sídney | Medalla de plata | 100 m v | 13.30 |
| 1998 | Campeonato de África | Dakar | Medalla de oro | 100 m v | 12.77 |
| 1998 | Copa del Mundo | Johannesburgo | 01 ! [ n 1 ] | 100 m v | 12.58 |
| 1999 | Campeonato del Mundo en Pista Cubierta | Maebashi | Medalla de plata | 60 m v | 7.87 |
| 1999 | Campeonato del Mundo | Sevilla | Medalla de plata | 100 m v | 12.44 |
| 2000 | Campeonato de África | Argel | Medalla de oro | 100 m v | 13.09 |
| 2000 | Juegos Olímpicos | Sídney | Medalla de plata | 100 m v | 12.68 |

1. ↑  Formando parte del equipo de África

| Representando a España \| Año \| Competición \| Sede \| Puesto \| Prueba \| Marca \| \| ---- \| -------------------------------------- \| ---------- \| ------------------------ \| --------- \| ----- \| \| 2002 \| Campeonato de Europa en Pista Cubierta \| Viena \| Descalificación (final) \| 60 m v \| -- \| \| 2002 \| Campeonato de Europa \| Múnich \| 4.ª \| 100 m \| 11.32 \| \| 2002 \| Campeonato de Europa \| Múnich \| Medalla de oro \| 100 m v \| 12.73 \| \| 2002 \| Campeonato de Europa \| Múnich \| Descalificación (series) \| 4 x 100 m \| -- \| \| 2002 \| Copa del Mundo \| Madrid \| 4.ª \| 100 m \| 11.28 \| \| 2002 \| Copa del Mundo \| Madrid \| Medalla de bronce \| 100 m v \| 12.95 \| \| 2002 \| Copa del Mundo \| Madrid \| 7.ª \| 4 x 100 m \| 45.07 \| \| 2003 \| Campeonato del Mundo en Pista Cubierta \| Birmingham \| Medalla de plata \| 60 m v \| 7.90 \| \| 2003 \| Campeonato del Mundo \| París \| 4.ª \| 100 m v \| 12.75 \| \| 2003 \| Campeonato del Mundo \| París \| 13.ª (series) \| 4 x 100 m \| 44.08 \| \| 2004 \| Campeonato del Mundo en Pista Cubierta \| Budapest \| 17.ª (series) \| 60 m v \| 8.08 \| \| 2004 \| Juegos Olímpicos \| Atenas \| 7.ª (semifinal) \| 100 m v \| 12.62 \| \| 2005 \| Campeonato de Europa en Pista Cubierta \| Madrid \| 4.ª \| 60 m v \| 8.00 \| \| 2005 \| Juegos Mediterráneos \| Almería \| Medalla de oro \| 100 m v \| 12.90 \| \| 2005 \| Juegos Mediterráneos \| Almería \| Medalla de plata \| 4 x 100 m \| 44.47 \| \| 2005 \| Campeonato del Mundo \| Helsinki \| 16.ª (semifinal) \| 100 m v \| 13.05 \| \| 2006 \| Campeonato del Mundo en Pista Cubierta \| Moscú \| Medalla de plata \| 60 m v \| 7.86 \| \| 2006 \| Campeonato de Europa \| Gotemburgo \| 4.ª \| 100 m v \| 12.86 \| \| 2006 \| Campeonato de Europa \| Gotemburgo \| 13.ª (series) \| 4 x 100 m \| 44.85 \| \| 2008 \| Campeonato del Mundo en Pista Cubierta \| Valencia \| 18.ª (series) \| 60 m v \| 8.19 \| \| 2009 \| Campeonato de Europa en Pista Cubierta \| Turín \| 14.ª (semifinal) \| 60 m v \| 8.21 \| \| 2009 \| Juegos Mediterráneos \| Pescara \| 4.ª \| 100 m v \| 13.42 \| | Representando a España \| Año \| Competición \| Sede \| Puesto \| Prueba \| Marca \| \| ---- \| -------------------------------------- \| ---------- \| ------------------------ \| --------- \| ----- \| \| 2002 \| Campeonato de Europa en Pista Cubierta \| Viena \| Descalificación (final) \| 60 m v \| -- \| \| 2002 \| Campeonato de Europa \| Múnich \| 4.ª \| 100 m \| 11.32 \| \| 2002 \| Campeonato de Europa \| Múnich \| Medalla de oro \| 100 m v \| 12.73 \| \| 2002 \| Campeonato de Europa \| Múnich \| Descalificación (series) \| 4 x 100 m \| -- \| \| 2002 \| Copa del Mundo \| Madrid \| 4.ª \| 100 m \| 11.28 \| \| 2002 \| Copa del Mundo \| Madrid \| Medalla de bronce \| 100 m v \| 12.95 \| \| 2002 \| Copa del Mundo \| Madrid \| 7.ª \| 4 x 100 m \| 45.07 \| \| 2003 \| Campeonato del Mundo en Pista Cubierta \| Birmingham \| Medalla de plata \| 60 m v \| 7.90 \| \| 2003 \| Campeonato del Mundo \| París \| 4.ª \| 100 m v \| 12.75 \| \| 2003 \| Campeonato del Mundo \| París \| 13.ª (series) \| 4 x 100 m \| 44.08 \| \| 2004 \| Campeonato del Mundo en Pista Cubierta \| Budapest \| 17.ª (series) \| 60 m v \| 8.08 \| \| 2004 \| Juegos Olímpicos \| Atenas \| 7.ª (semifinal) \| 100 m v \| 12.62 \| \| 2005 \| Campeonato de Europa en Pista Cubierta \| Madrid \| 4.ª \| 60 m v \| 8.00 \| \| 2005 \| Juegos Mediterráneos \| Almería \| Medalla de oro \| 100 m v \| 12.90 \| \| 2005 \| Juegos Mediterráneos \| Almería \| Medalla de plata \| 4 x 100 m \| 44.47 \| \| 2005 \| Campeonato del Mundo \| Helsinki \| 16.ª (semifinal) \| 100 m v \| 13.05 \| \| 2006 \| Campeonato del Mundo en Pista Cubierta \| Moscú \| Medalla de plata \| 60 m v \| 7.86 \| \| 2006 \| Campeonato de Europa \| Gotemburgo \| 4.ª \| 100 m v \| 12.86 \| \| 2006 \| Campeonato de Europa \| Gotemburgo \| 13.ª (series) \| 4 x 100 m \| 44.85 \| \| 2008 \| Campeonato del Mundo en Pista Cubierta \| Valencia \| 18.ª (series) \| 60 m v \| 8.19 \| \| 2009 \| Campeonato de Europa en Pista Cubierta \| Turín \| 14.ª (semifinal) \| 60 m v \| 8.21 \| \| 2009 \| Juegos Mediterráneos \| Pescara \| 4.ª \| 100 m v \| 13.42 \| | Representando a España \| Año \| Competición \| Sede \| Puesto \| Prueba \| Marca \| \| ---- \| -------------------------------------- \| ---------- \| ------------------------ \| --------- \| ----- \| \| 2002 \| Campeonato de Europa en Pista Cubierta \| Viena \| Descalificación (final) \| 60 m v \| -- \| \| 2002 \| Campeonato de Europa \| Múnich \| 4.ª \| 100 m \| 11.32 \| \| 2002 \| Campeonato de Europa \| Múnich \| Medalla de oro \| 100 m v \| 12.73 \| \| 2002 \| Campeonato de Europa \| Múnich \| Descalificación (series) \| 4 x 100 m \| -- \| \| 2002 \| Copa del Mundo \| Madrid \| 4.ª \| 100 m \| 11.28 \| \| 2002 \| Copa del Mundo \| Madrid \| Medalla de bronce \| 100 m v \| 12.95 \| \| 2002 \| Copa del Mundo \| Madrid \| 7.ª \| 4 x 100 m \| 45.07 \| \| 2003 \| Campeonato del Mundo en Pista Cubierta \| Birmingham \| Medalla de plata \| 60 m v \| 7.90 \| \| 2003 \| Campeonato del Mundo \| París \| 4.ª \| 100 m v \| 12.75 \| \| 2003 \| Campeonato del Mundo \| París \| 13.ª (series) \| 4 x 100 m \| 44.08 \| \| 2004 \| Campeonato del Mundo en Pista Cubierta \| Budapest \| 17.ª (series) \| 60 m v \| 8.08 \| \| 2004 \| Juegos Olímpicos \| Atenas \| 7.ª (semifinal) \| 100 m v \| 12.62 \| \| 2005 \| Campeonato de Europa en Pista Cubierta \| Madrid \| 4.ª \| 60 m v \| 8.00 \| \| 2005 \| Juegos Mediterráneos \| Almería \| Medalla de oro \| 100 m v \| 12.90 \| \| 2005 \| Juegos Mediterráneos \| Almería \| Medalla de plata \| 4 x 100 m \| 44.47 \| \| 2005 \| Campeonato del Mundo \| Helsinki \| 16.ª (semifinal) \| 100 m v \| 13.05 \| \| 2006 \| Campeonato del Mundo en Pista Cubierta \| Moscú \| Medalla de plata \| 60 m v \| 7.86 \| \| 2006 \| Campeonato de Europa \| Gotemburgo \| 4.ª \| 100 m v \| 12.86 \| \| 2006 \| Campeonato de Europa \| Gotemburgo \| 13.ª (series) \| 4 x 100 m \| 44.85 \| \| 2008 \| Campeonato del Mundo en Pista Cubierta \| Valencia \| 18.ª (series) \| 60 m v \| 8.19 \| \| 2009 \| Campeonato de Europa en Pista Cubierta \| Turín \| 14.ª (semifinal) \| 60 m v \| 8.21 \| \| 2009 \| Juegos Mediterráneos \| Pescara \| 4.ª \| 100 m v \| 13.42 \| | Representando a España \| Año \| Competición \| Sede \| Puesto \| Prueba \| Marca \| \| ---- \| -------------------------------------- \| ---------- \| ------------------------ \| --------- \| ----- \| \| 2002 \| Campeonato de Europa en Pista Cubierta \| Viena \| Descalificación (final) \| 60 m v \| -- \| \| 2002 \| Campeonato de Europa \| Múnich \| 4.ª \| 100 m \| 11.32 \| \| 2002 \| Campeonato de Europa \| Múnich \| Medalla de oro \| 100 m v \| 12.73 \| \| 2002 \| Campeonato de Europa \| Múnich \| Descalificación (series) \| 4 x 100 m \| -- \| \| 2002 \| Copa del Mundo \| Madrid \| 4.ª \| 100 m \| 11.28 \| \| 2002 \| Copa del Mundo \| Madrid \| Medalla de bronce \| 100 m v \| 12.95 \| \| 2002 \| Copa del Mundo \| Madrid \| 7.ª \| 4 x 100 m \| 45.07 \| \| 2003 \| Campeonato del Mundo en Pista Cubierta \| Birmingham \| Medalla de plata \| 60 m v \| 7.90 \| \| 2003 \| Campeonato del Mundo \| París \| 4.ª \| 100 m v \| 12.75 \| \| 2003 \| Campeonato del Mundo \| París \| 13.ª (series) \| 4 x 100 m \| 44.08 \| \| 2004 \| Campeonato del Mundo en Pista Cubierta \| Budapest \| 17.ª (series) \| 60 m v \| 8.08 \| \| 2004 \| Juegos Olímpicos \| Atenas \| 7.ª (semifinal) \| 100 m v \| 12.62 \| \| 2005 \| Campeonato de Europa en Pista Cubierta \| Madrid \| 4.ª \| 60 m v \| 8.00 \| \| 2005 \| Juegos Mediterráneos \| Almería \| Medalla de oro \| 100 m v \| 12.90 \| \| 2005 \| Juegos Mediterráneos \| Almería \| Medalla de plata \| 4 x 100 m \| 44.47 \| \| 2005 \| Campeonato del Mundo \| Helsinki \| 16.ª (semifinal) \| 100 m v \| 13.05 \| \| 2006 \| Campeonato del Mundo en Pista Cubierta \| Moscú \| Medalla de plata \| 60 m v \| 7.86 \| \| 2006 \| Campeonato de Europa \| Gotemburgo \| 4.ª \| 100 m v \| 12.86 \| \| 2006 \| Campeonato de Europa \| Gotemburgo \| 13.ª (series) \| 4 x 100 m \| 44.85 \| \| 2008 \| Campeonato del Mundo en Pista Cubierta \| Valencia \| 18.ª (series) \| 60 m v \| 8.19 \| \| 2009 \| Campeonato de Europa en Pista Cubierta \| Turín \| 14.ª (semifinal) \| 60 m v \| 8.21 \| \| 2009 \| Juegos Mediterráneos \| Pescara \| 4.ª \| 100 m v \| 13.42 \| | Representando a España \| Año \| Competición \| Sede \| Puesto \| Prueba \| Marca \| \| ---- \| -------------------------------------- \| ---------- \| ------------------------ \| --------- \| ----- \| \| 2002 \| Campeonato de Europa en Pista Cubierta \| Viena \| Descalificación (final) \| 60 m v \| -- \| \| 2002 \| Campeonato de Europa \| Múnich \| 4.ª \| 100 m \| 11.32 \| \| 2002 \| Campeonato de Europa \| Múnich \| Medalla de oro \| 100 m v \| 12.73 \| \| 2002 \| Campeonato de Europa \| Múnich \| Descalificación (series) \| 4 x 100 m \| -- \| \| 2002 \| Copa del Mundo \| Madrid \| 4.ª \| 100 m \| 11.28 \| \| 2002 \| Copa del Mundo \| Madrid \| Medalla de bronce \| 100 m v \| 12.95 \| \| 2002 \| Copa del Mundo \| Madrid \| 7.ª \| 4 x 100 m \| 45.07 \| \| 2003 \| Campeonato del Mundo en Pista Cubierta \| Birmingham \| Medalla de plata \| 60 m v \| 7.90 \| \| 2003 \| Campeonato del Mundo \| París \| 4.ª \| 100 m v \| 12.75 \| \| 2003 \| Campeonato del Mundo \| París \| 13.ª (series) \| 4 x 100 m \| 44.08 \| \| 2004 \| Campeonato del Mundo en Pista Cubierta \| Budapest \| 17.ª (series) \| 60 m v \| 8.08 \| \| 2004 \| Juegos Olímpicos \| Atenas \| 7.ª (semifinal) \| 100 m v \| 12.62 \| \| 2005 \| Campeonato de Europa en Pista Cubierta \| Madrid \| 4.ª \| 60 m v \| 8.00 \| \| 2005 \| Juegos Mediterráneos \| Almería \| Medalla de oro \| 100 m v \| 12.90 \| \| 2005 \| Juegos Mediterráneos \| Almería \| Medalla de plata \| 4 x 100 m \| 44.47 \| \| 2005 \| Campeonato del Mundo \| Helsinki \| 16.ª (semifinal) \| 100 m v \| 13.05 \| \| 2006 \| Campeonato del Mundo en Pista Cubierta \| Moscú \| Medalla de plata \| 60 m v \| 7.86 \| \| 2006 \| Campeonato de Europa \| Gotemburgo \| 4.ª \| 100 m v \| 12.86 \| \| 2006 \| Campeonato de Europa \| Gotemburgo \| 13.ª (series) \| 4 x 100 m \| 44.85 \| \| 2008 \| Campeonato del Mundo en Pista Cubierta \| Valencia \| 18.ª (series) \| 60 m v \| 8.19 \| \| 2009 \| Campeonato de Europa en Pista Cubierta \| Turín \| 14.ª (semifinal) \| 60 m v \| 8.21 \| \| 2009 \| Juegos Mediterráneos \| Pescara \| 4.ª \| 100 m v \| 13.42 \| | Representando a España \| Año \| Competición \| Sede \| Puesto \| Prueba \| Marca \| \| ---- \| -------------------------------------- \| ---------- \| ------------------------ \| --------- \| ----- \| \| 2002 \| Campeonato de Europa en Pista Cubierta \| Viena \| Descalificación (final) \| 60 m v \| -- \| \| 2002 \| Campeonato de Europa \| Múnich \| 4.ª \| 100 m \| 11.32 \| \| 2002 \| Campeonato de Europa \| Múnich \| Medalla de oro \| 100 m v \| 12.73 \| \| 2002 \| Campeonato de Europa \| Múnich \| Descalificación (series) \| 4 x 100 m \| -- \| \| 2002 \| Copa del Mundo \| Madrid \| 4.ª \| 100 m \| 11.28 \| \| 2002 \| Copa del Mundo \| Madrid \| Medalla de bronce \| 100 m v \| 12.95 \| \| 2002 \| Copa del Mundo \| Madrid \| 7.ª \| 4 x 100 m \| 45.07 \| \| 2003 \| Campeonato del Mundo en Pista Cubierta \| Birmingham \| Medalla de plata \| 60 m v \| 7.90 \| \| 2003 \| Campeonato del Mundo \| París \| 4.ª \| 100 m v \| 12.75 \| \| 2003 \| Campeonato del Mundo \| París \| 13.ª (series) \| 4 x 100 m \| 44.08 \| \| 2004 \| Campeonato del Mundo en Pista Cubierta \| Budapest \| 17.ª (series) \| 60 m v \| 8.08 \| \| 2004 \| Juegos Olímpicos \| Atenas \| 7.ª (semifinal) \| 100 m v \| 12.62 \| \| 2005 \| Campeonato de Europa en Pista Cubierta \| Madrid \| 4.ª \| 60 m v \| 8.00 \| \| 2005 \| Juegos Mediterráneos \| Almería \| Medalla de oro \| 100 m v \| 12.90 \| \| 2005 \| Juegos Mediterráneos \| Almería \| Medalla de plata \| 4 x 100 m \| 44.47 \| \| 2005 \| Campeonato del Mundo \| Helsinki \| 16.ª (semifinal) \| 100 m v \| 13.05 \| \| 2006 \| Campeonato del Mundo en Pista Cubierta \| Moscú \| Medalla de plata \| 60 m v \| 7.86 \| \| 2006 \| Campeonato de Europa \| Gotemburgo \| 4.ª \| 100 m v \| 12.86 \| \| 2006 \| Campeonato de Europa \| Gotemburgo \| 13.ª (series) \| 4 x 100 m \| 44.85 \| \| 2008 \| Campeonato del Mundo en Pista Cubierta \| Valencia \| 18.ª (series) \| 60 m v \| 8.19 \| \| 2009 \| Campeonato de Europa en Pista Cubierta \| Turín \| 14.ª (semifinal) \| 60 m v \| 8.21 \| \| 2009 \| Juegos Mediterráneos \| Pescara \| 4.ª \| 100 m v \| 13.42 \| |
| Año | Competición | Sede | Puesto | Prueba | Marca |
| --- | --- | --- | --- | --- | --- |
| 2002 | Campeonato de Europa en Pista Cubierta | Viena | Descalificación (final) | 60 m v | -- |
| 2002 | Campeonato de Europa | Múnich | 4.ª | 100 m | 11.32 |
| 2002 | Campeonato de Europa | Múnich | Medalla de oro | 100 m v | 12.73 |
| 2002 | Campeonato de Europa | Múnich | Descalificación (series) | 4 x 100 m | -- |
| 2002 | Copa del Mundo | Madrid | 4.ª | 100 m | 11.28 |
| 2002 | Copa del Mundo | Madrid | Medalla de bronce | 100 m v | 12.95 |
| 2002 | Copa del Mundo | Madrid | 7.ª | 4 x 100 m | 45.07 |
| 2003 | Campeonato del Mundo en Pista Cubierta | Birmingham | Medalla de plata | 60 m v | 7.90 |
| 2003 | Campeonato del Mundo | París | 4.ª | 100 m v | 12.75 |
| 2003 | Campeonato del Mundo | París | 13.ª (series) | 4 x 100 m | 44.08 |
| 2004 | Campeonato del Mundo en Pista Cubierta | Budapest | 17.ª (series) | 60 m v | 8.08 |
| 2004 | Juegos Olímpicos | Atenas | 7.ª (semifinal) | 100 m v | 12.62 |
| 2005 | Campeonato de Europa en Pista Cubierta | Madrid | 4.ª | 60 m v | 8.00 |
| 2005 | Juegos Mediterráneos | Almería | Medalla de oro | 100 m v | 12.90 |
| 2005 | Juegos Mediterráneos | Almería | Medalla de plata | 4 x 100 m | 44.47 |
| 2005 | Campeonato del Mundo | Helsinki | 16.ª (semifinal) | 100 m v | 13.05 |
| 2006 | Campeonato del Mundo en Pista Cubierta | Moscú | Medalla de plata | 60 m v | 7.86 |
| 2006 | Campeonato de Europa | Gotemburgo | 4.ª | 100 m v | 12.86 |
| 2006 | Campeonato de Europa | Gotemburgo | 13.ª (series) | 4 x 100 m | 44.85 |
| 2008 | Campeonato del Mundo en Pista Cubierta | Valencia | 18.ª (series) | 60 m v | 8.19 |
| 2009 | Campeonato de Europa en Pista Cubierta | Turín | 14.ª (semifinal) | 60 m v | 8.21 |
| 2009 | Juegos Mediterráneos | Pescara | 4.ª | 100 m v | 13.42 |

## Marcas personales
| Año  | Distancia   | Marca |
| ---- | ----------- | ----- |
| 2001 | 50 m v (PC) | 6.76  |
| 1999 | 60 m (PC)   | 7.20  |
| 1999 | 60 m v (PC) | 7.82  |
| 1999 | 100 m       | 10.90 |
| 1998 | 100 m v     | 12.44 |
| 2001 | 200 m       | 23.09 |

PC = Pista cubierta

1. ↑  También tiene el  de España con 7.83 (2003)